# Pappi Corsicato
Pappi Corsicato, né à Naples le 12 juin 1960, est un  réalisateur et scénariste italien actif depuis 1993.

## Biographie
Après avoir étudié l'architecture dans sa ville natale, Pappi Corsicato est parti à New York, où il a suivi des cours de théâtre auprès de Géraldine Barone, ainsi que des cours de danse et de chorégraphie avec Alvin Aley. En 1987, il est de retour en Italie et travaille dans le domaine de la musique, puis se tourné vers la mise en scène de films. Après avoir été bénévole et acteur, il tourne un court métrage en 1993 qui est récompensé par un Ruban d'argent. Le film suivant, I buchi neri' , a également été bien accueilli par la critique.
Dans les années qui ont suivi, Pappi Corsicato produit des documentaires sur l'art contemporain. En 2008, il présente au Festival du film de Venise son film Il seme della discordia. En 2009, son documentaire Armando Testa - Povero ma moderno a reçu le prix Pasinetti.
En 2012, Il volto di un'altra est sélectionné pour participer au Festival du film de Rome.

## Filmographie partielle
- 1993 : Libera
- 1995 : I buchi neri
- 1997 : La stirpe di Iana, épisode de I vesuviani
- 2001 : Chimera
- 2001 : Pier Paolo Pasolini et la Raison d'un rêve (Pier Paolo Pasolini e la ragione di un sogno) de Laura Betti et Paolo Costella
- 2008 : Il seme della discordia (it)
- 2012 : Il volto di un'altra
- 2017 : L'arte viva di Julian Schnabel (Julian Schnabel: A Private Portrait)[2]

## Télévision
- 2024: L'Amour trompé, avec Monica Guerritore et Giacomo Gianniotti[3].